# Фрэнсис Виго (совместный выпуск почтовых карточек)

Почтовая марка. Фрэнсис Виго на переднем плане, на заднем — генерал Кларк и его добровольческие силы. Италия, 1986

Фрэ́нсис Ви́го (англ. Francis Vigo) — второй совместный выпуск Италии и США. Каждой страной было выпущено по одной односторонней почтовой карточке с оригинальной маркой, марки одного рисунка. Этот выпуск посвящён Фрэнсису Виго, американцу итальянского происхождения. Он помогал американским колониальным войскам во время войны за независимость США. Слово «шпион» ассоциируется с Джеймсом Бондом в смокинге, но вспомните Фрэнсиса Виго в его куртках из оленьей кожи и мехах. Также Виго помог основать государственный университет в Винсеннесе, штат Индиана. Художник марки выпуска — Дэвид Блоссом (англ. David Blossom). На рисунке марки Фрэнсис Виго на переднем плане, на заднем — генерал Кларк и его добровольческие силы. Дата выпуска 24 мая 1986 года.

## История совместного выпуска
Фрэнсис Виго (англ. Francis Vigo) родился в Италии 3 декабря 1747 года и некоторое время служил в испанском полку в Новом Орлеане, а позже стал успешным торговцем. В конце 1770-х годов мистер Виго служил разведчиком, а в 1779 году, некоторое время находясь в британском плену, добывал военные разведданные для генерала Джорджа Кларка. Он также предоставил средства и боеприпасы, которые позволили американцам захватить три британских форта, в том числе в Винсеннесе. Экспедиция генерала Кларка на Северо-Западную территорию также спонсировалась Фрэнсисом Виго. Это предприятие проложило путь к покупке Луизианы и дальнейшей экспансии на запад. Фрэнсис Виго умер в 1836 году и похоронен в Винсеннесе.
Поэтому, когда слово «шпион» ассоциируется с Джеймсом Бондом в смокинге, вспомните Фрэнсиса Виго в его куртках из оленьей кожи и мехах. С 1790 по 1810 год Виго служил полковником в ополчении округа Нокс. В 1801 году он пожертвовал землю для основания Академии Джефферсона в Винсеннесе и был назначен первоначальным попечителем этого университета, который был переименован в Винсеннеский университет. В 1818 году, через два года после того, как Индиана обрела статус штата, был создан округ Виго, штат Индиана, названный в его честь. В своем завещании Виго выделил деньги на большой колокол для здания суда округа Виго.
Коммеморативные односторонние почтовые карточки с оригинальной маркой Фрэнсиса Виго были выпущены 24 мая 1986 года в Винсеннесе, штат Индиана, и в Риме Министерством почт и телекоммуникаций Италии. На церемонии первого дня выпуска американской карточки присутствовали Джон Л. Райан, член Совета управляющих почтовой службы США, и доктор Энрико Вески из Министерства почт и телекоммуникаций Италии. С другой стороны, заместитель генерального почтмейстера США Джеки А. Стрейндж приняла участие в церемонии представления итальянской карточки в Риме.
Односторонняя почтовая карточка с оригинальной маркой США была выпущена во время 10-го ежегодного мероприятия Встреча с духом Винсеннеса (англ. Spirit of Vincennes rendezvous). Мероприятие посвящено заселению Северо-Западной территории и истории общины Индианы, расположенной на берегах реки Уобаш. Марка с рисунком, созданным художником Дэвидом Блоссомом (англ. David Blossom) из Уэстона, штат Коннектикут, напечатана на почтовых карточках обеих стран.
Верификация совместного выпуска.
- Американская «Компания загадочных марок»: «1986 американо-итальянский совместный выпуск почтовых карточек в память о Фрэнсисе Виго» (англ. 1986 U.S.-Italy Joint Issue Postcards Commemorating Francis Vigo)[3].
- Американская газета «Нью-Йорк таймс»: «Коммеморативная карточка с Фрэнсисом Виго была выпущена вчера в Винсеннесе, штат Индиана. Она составляет совместный выпуск с почтовой карточкой в 450 лир, выпущенной вчера в Риме Министерством почт и телекоммуникаций Италии»(англ. The Francis Vigo commemorative card was issued yesterday in Vincennes, Ind. It is a companion to a 450-lire postal card issued yesterday in Rome by the Italian Ministry of Posts and Telecommunications (P.T.T.).)[1].

## Описания рисунков марок и почтовых карточек

Почтовые карточки. Фрэнсис Виго на переднем плане, на заднем — генерал Кларк и его добровольческие силы. Италия, США, 1986

Совместный выпуск включает две односторонние почтовые карточки с оригинальной маркой. На каждой карточке напечатано по одной почтовой марке одного рисунка. Автор рисунка марки — художник Дэвид Блоссом (англ. David Blossom), автор иллюстрации итальянской карточки — Лучана Де Симони (итал. Luciana De Simoni).
- Марка. На переднем плане показан Фрэнсис Виго, на заднем плане — генерал Джордж Роджерс Кларк и его добровольческие силы. 1779 год, напечатанный под рисунком марки США, напоминает о захвате генералом Кларком удерживаемого англичанами форта Саквилл[англ.] в Винсеннесе. Под рисунком марки Италии стоят годы жизни Фрэнсиса Виго[1].

- Итальянская карточка. На иллюстрации карточки показаны памятник Фрэнсису Виго и мемориал Кларка в национальном историческом парке имени Джорджа Роджерса Кларка[англ.][4].

- Номера почтовых карточек. Итальянская: Unificato CP206[4], американская: Sc UX111[5].

## Описание марок
Паспорт серии почтовых карточек, то есть такое её описание, по которому можно определить, принадлежит ли конкретная почтовая карточка совместному выпуску, состоит из содержания и шаблона.
1. Содержание совместного выпуска. Содержание совместного выпуска определяется памятным текстом на оригинальных марках почтовых карточек и на самих карточках.
- Италия. Марка: «Франческо Виго — 1747—1836» (итал. Francesco Vigo — 1747-1836). Итальянское имя и годы жизни. Карточка: памятный текст повторяется[4][3].
- США. Марка: «Фрэнсис Виго, Vincennes, 1779» (англ. Francis Vigo). В 1779 году генерал Кларк захватил удерживаемый англичанами форт Саквилл в Винсеннесе. На карточке памятного текста и иллюстрации нет.[1][5].

2. Шаблон совместного выпуска. Шаблон совместного выпуска определяет характерные черты формы марок серии и их рисунка, отличающие их от остальных марок. Марки разных стран этого совместного выпуска отличаются текстом.
1) Формат марок. Марки прямоугольные горизонтального формата.
2) Формат карточек. Италия: 148 × 105 мм.
3) Рисунок марок. Фрэнсис Виго на переднем плане, на заднем — генерал Кларк и его добровольческие силы.
4) Номинал. Номинал марки 450 лир (без значка лир) для Италии и 14 центов (без значка центов) для США, который расположен в верхнем правом или левом углу марки.
3. Технические характеристики марок.
1) Количество марок. Совместный выпуск состоит из 2 почтовых карточек, 1 американской и 1 итальянской, на которых вверху справа напечатаны беззубцовые оригинальные марки.
2) Тираж. Италия: 700 000. США: 100 141.
3) Цвет. Обе марки многоцветные.
4) Печать. Американская марка: литография.
5) Зубцовка. Обе марки без зубцов.
6) Города штемпеля первого дня выпуска. США: Винсеннес, Италия: Рим.